# Bistum Maurienne

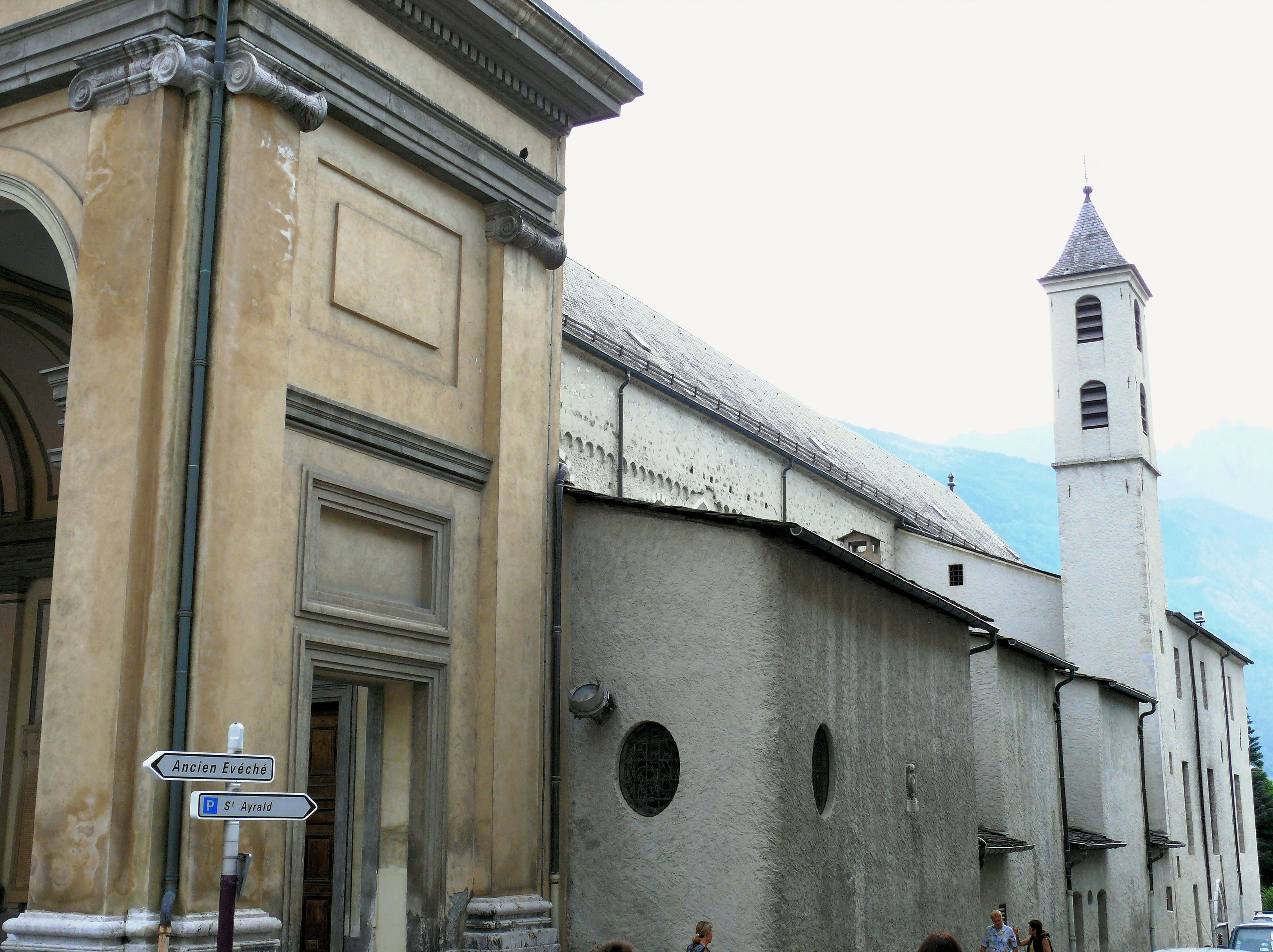
Die Kathedrale St. Johannes der Täufer in
Saint-Jean-de-Maurienne

Das Bistum Maurienne (lateinisch Dioecesis Maurianensis) mit dem Bischofssitz in Saint-Jean-de-Maurienne wurde 576 gegründet durch König Gontran von Burgund. Heute liegt das Diözesangebiet in der französischen Region Auvergne-Rhône-Alpes. Es war zunächst Suffraganbistum des Erzbistums Vienne. 794 wurde es Suffraganbistum des Erzbistums Tarentaise, dass erst 1171 vom Erzbistum Vienne unabhängig wurde und auch danach noch eines von mehreren Erzbistümern unter dem Primat von Vienne war.
1792 wurde Savoyen von Frankreich annektiert. 1802 wurde das Bistum Maurienne aufgrund des Konkordats von 1801  zwischen der Französischen Republik und dem Heiligen Stuhl (vorübergehend) aufgelöst und die Diözese in das Bistum Chambéry eingegliedert. Dieses wurde nach der Wiederherstellung Savoyens auf dem Wiener Kongress (als Teil des neu geschaffenen Königreichs Sardinien-Piemont) 1817 zum Erzbistum für die westlichen Teile des Königreichs erhoben.
Am 7. August 1825 wurde Maurienne wieder als Bistum errichtet, als Suffragan der Erzdiözese Chambéry. Für Frankreichs Unterstützung bei der Vereinigung Italiens trat das Haus Savoyen 1860 seine westlich des Alpenhauptkamms gelegenen Stammlande an Frankreich ab, sodass die Erzdiözese Chambéry seither im französischen Staatsgebiet liegt. Am 26. April 1966 wurde das Bistum Maurienne zusammen mit dem Bistum Tarentaise in das Erzbistum Chambéry integriert und beendete damit seine Existenz.
Im Jahre 1948 zählte das Bistum Maurienne etwa 42.000 Katholiken in 89 Pfarreien. Diese wurden von 215 Diözesanpriestern betreut, wozu noch 180 Ordensschwestern kamen. Es hatte eine Größe von 2.090 km². Die Kirche Saint-Jean in Saint-Jean-de-Maurienne war Kathedrale des Bistums.